# Nederländernas ambassad i Washington, D.C.
Nederländernas ambassad i Washington, D.C. är Nederländernas diplomatiska beskickning i USA. Den är belägen vid 4200 Linnean Drive, N.W. Washington, D.C.
Nederländerna bedriver också generalkonsulat i New York, Miami, Chicago och San Francisco. 
Nederländernas ambassadör i USA heter Renée Jones-Bos. Ambassadörens residens är beläget vid 2347 S Street, N.W. Washington, D.C., nära Sheridan Circle.